# Borough de Ballymoney
Le borough de Ballymoney (Ballymoney Borough en anglais et Buirg Bhaile Monaidh en gaélique d’Irlande), officiellement appelé Ballymoney (Baile Monaidh en gaélique d’Irlande), est un ancien district de gouvernement local d’Irlande-du-Nord.
Créé en octobre 1973, il fusionne avec le borough de Coleraine, celui de Limavady et le district de Moyle en mars 2015 pour créer un autre district de gouvernement local, Causeway Coast and Glens.

## Géographie
Le district est situé dans le comté d’Antrim.

## Histoire
Un district de gouvernement local (local government district en anglais) du nom de Ballymoney est créé le 17 juillet 1972 par le Local Government (Boundaries) Order (Northern Ireland) du 20 juin 1972. Les institutions du district entrent en vigueur à compter du 1er octobre 1973 au sens du Local Government Act (Northern Ireland) du 23 mars 1972.
Le district de Ballymoney reçoit le statut de borough par lettres patentes du 18 février 1977.
La majeure partie des territoires des boroughs de Ballymoney, de Coleraine, de Limavady et du district de Moyle sont réunis par le Local Government (Boundaries) Act (Northern Ireland) du 23 mai 2008. Le borough résultant de la fusion des anciens districts, Causeway Coast and Glens, est créé à compter du 1er avril 2015 par le Local Government (Boundaries) Order (Northern Ireland) du 30 novembre 2012.

## Administration

### Conseil
Le Ballymoney Borough Council, littéralement, le « conseil du borough de Ballymoney », est l’assemblée délibérante du borough de Ballymoney, composée de 16 membres (1973-2015), appelés les conseillers (councillors).
Un maire (mayor) et un vice-maire (deputy mayor) sont élus parmi les conseillers à l’occasion de chaque réunion générale annuelle du conseil du borough.

### Circonscriptions électorales
Le district de gouvernement local est divisé en autant de sections électorales (wards en anglais) que de conseillers. Celles-ci sont distribuées par zone électorale de district (district electoral area).
| Zone                           | 1973-1985,                                                                                                 | 1985-2015,                                                                    |
| ------------------------------ | --- | ----------------------------------------------------------------------------- |
| Première zone et ses sections  | A (4 sièges)                                                                                               | Ballymoney Town (5 sièges)                                                    |
| Première zone et ses sections  | - Killoquin Lower - Killoquin Upper - Seacon - The Vow                                                     | - Carnany - Fairhill - Glebe - Newhill - Route                                |
| Deuxième zone et ses sections  | B (8 sièges)                                                                                               | Bann Valley (6 sièges)                                                        |
| Deuxième zone et ses sections  | - Ballyhoe and Corkey - Benvardin - Castlequarter - Clogh Mills - Dervock - Dunloy - Kilraghts - Stranocum | - Clogh Mills - Dunloy - Killoquin Lower - Killoquin Upper - Seacon - The Vow |
| Troisième zone et ses sections | C (4 sièges)                                                                                               | Bushvale (5 sièges)                                                           |
| Troisième zone et ses sections | - Fairhill - The Hills - Newhill - Town Parks                                                              | - Ballyhoe and Corkey - Benvardin - Dervock - Knockaholet - Stranocum         |